# نوار حلمي
نوار حلمي (1933 -) سياسية وتربوية عراقية، مديرة المدرسة المأمونية النموذجية، ورئيسة منتخبة للاتحاد العام لنساء العراق من سنة 1970 حتى 1973م، وعضوة المجلس الوطني العراقي لدورتين من سنة 1980 حتى سنة 1988، ومسؤولة مكتب الطلبة والشباب في قيادة شعبة السيف العربي لحزب البعث في العراق، وعضوة الهيئة الإدارية لجمعية البيت العربي لرعاية النساء والأطفال سنة 1958، ورئيسة تحرير مجلة المرأة سنة 1970،[بحاجة لمصدر] رائدة في النشاط النسوي العراقي والعربي، وعضوة الهيئة الإدارية لنقابة المعلمين، بدأ نشاطها السياسي في الخمسينات والستينات، كانت محررة في مجلة المعلم الجديد،[بحاجة لمصدر]

## النشأة
وُلدت نوار في محلة القرغول بالفضل في بغداد، وكان حلمي عبد الكريم أبو نوار بيطرياً ضابطاً في الجيش العراقي،[بحاجة لمصدر] درست نوار الابتدائية في بعقوبة، ودرست الإعدادية في ثانوية بعقوبة، وكانت منذ طفولتها تتصف بالجرأة والشجاعة الأدبية وفقاً لقول لطفي شفيق سعيد، ودرست القانون في كلية الآداب والعلوم بجامعة بغداد وتخرجت سنة 1957. تزوجت نوار من صفاء محمد علي، وكان بعثياً، وعُيّن سفيراً، وابنُهما كفاح، لواء ركن طيار في الجيش العراقي، ولها بحث غير منشور، اسمه (الربا في تشريعات الثورة). وكتيّب عنوانه (مشاكل ميدانية مادة العلوم الاجتماعية). ذُكر في كتاب (حزب البعث العربي الاشتراكي مرحلة النمو والتوسع 1949 - 1958) أن نوار حلمي من أقدم البعثيات، وقال هاني الفكيكي في كتابه (أوكار الهزيمة: تجربتي في حزب البعث) «وأذكر من البعثيات الأوليات سعاد خليل إسماعيل وشقيقتها سلمى ونوار حلمي».